# سود کم پدر
سود کم پدر (انگلیسی: Father's Little Dividend) فیلمی در ژانر کمدی رمانتیک و رمانتیک به کارگردانی وینسنت مینلی است که در سال ۱۹۵۱ منتشر شد.

## بازیگران
- اسپنسر تریسی
- جوآن بنت
- الیزابت تیلور
- دان تیلر
- بیلی برک
- مورونی اولسن
- راس تامبلین
- پل هاروی
- لان پاف